# Horta das Figueiras
Horta das Figueiras ist eine ehemalige Gemeinde (Freguesia) der portugiesischen Stadt Évora. Die Gemeinde hatte 10.442 Einwohner (Stand 30. Juni 2011).
Am 29. September 2013 wurden die Gemeinden Horta das Figueiras und Malagueira zur neuen Stadtgemeinde União das Freguesias de Malagueira e Horta das Figueiras zusammengeschlossen.